# Папаев, Виктор Евгеньевич
Ви́ктор Евге́ньевич Папа́ев (род. 2 марта 1947, Базарный Карабулак, Саратовская область) — советский футболист, полузащитник; тренер по футболу и мини-футболу. Мастер спорта СССР (1967).

## Биография
Воспитанник ДЮСШ города Фрунзе. В качестве игрока выступал за саратовский «Сокол», воронежский «Факел», а также за московские «Спартак» и ЦСКА.
В «Спартак» попал после того, как «Сокол» выбил москвичей на стадии 1/16 финала Кубка СССР 1967. Сначала Папаева приглашал Сергей Сальников, которому он отказал, но затем поддался на уговоры Николая Старостина.
Дебют в «Спартаке» был неудачным — на первой же тренировке сломал руку. На поле смог выйти только во 2-м круге, однако быстро влился в основной состав команды.
Карьеру игрока завершил в 1981 году в составе орехово-зуевского клуба «Знамя Труда».
В 90-е долгое время был безработным, жил за счёт ветеранских матчей.
В составе сборной СССР провёл 4 матча, а за олимпийскую сборную СССР сыграл один матч. Готовился к ЧМ-70 вместе с командой на высокогорье, где получил травму. Потребовалось некоторое время на лечение, к окончанию которого заявка сборной на ЧМ была уже сформирована.
Манеру игры Папаева современники считали индивидуалистичной: игрок много возился с мячом, по многу раз обыгрывал соперников, часто без эффективного продолжения. Тем не менее был ценен тем, что умел быть распасовщиком.
Колумнист изданий Rusfootball.info и Газета.Ru.
Упоминается в романе Владимира Орлова «Альтист Данилов» (действие которого происходит в 1972 году):
Это разочарование душ обернулось шумным протестом против уступки негодяям террористам и сантафевской негодяйке жене левого крайнего Чумпинаса. Назревал скандал. Бурнабито, улыбнувшись, заявил, что Чумпинаса заменит куда более яркая звезда, он, Бурнабито, не пожалеет денег. Может быть, Мюллер. Может быть, Ривеллино. А может быть, — тут доктор Бурнабито сделал театральную паузу, — а может быть, и сам Виктор Папаев из московского «Спартака». Папаеву уже сделано предложение. Имя Папаева произвело фурор. Журналисты остолбенели. «Как! Сам Папаев! Не может быть! Экстра-экстра-экстракласс! Грандиозно! Три корнера — пенальти!» Стало ясно, что проныра лукавый Бурнабито и на этот раз себя не укусит за локоть.

## Тренерская карьера
Футбол
- Главный тренер команды «Знамя Труда» Орехово-Зуево (1984)
- Тренер в команде «Красная Пресня» Москва (1985)
- Главный тренер команды «Волжанин» Кинешма (1986—1987)
- Главный тренер клуба «Факел» Воронеж (1987—1988)
- Главный тренер клуба «Арсенал» Тула (1989)
- Главный тренер юношеской сборной СССР (1989—1991)
- Главный тренер клуба «Ротор» Волгоград (1992)
- Тренер юношеской сборной Бахрейна (1992—1993)
- Тренер в клубе «Химки» (2000)
- Главный тренер клуба «Химки» (2000)
- Главный тренер клуба «Искра» Энгельс (январь — февраль 2003)
- Главный тренер клуба «Сатурн» Егорьевск (2004)
- Главный тренер клуба «Гомель», Белоруссия (2006)
- Главный тренер молодёжной команды клуба «Витязь» Подольск (2011)
- Главный тренер клуба «ГазИнтерАвто» Москва (2012—2013)
- Главный тренер юниорской женской сборной России (2013—2015)

Мини-футбол
- Главный тренер МФК «Дина» (Москва) (1994—1996, 2001—2002)
- Главный тренер клуба «КСМ-24» (1996—1997)
- Главный тренер клуба «ВИЗ-Синара» (2004—2005)
- Старший тренер МФК «Спартак» (Москва) (август-сентябрь 2005; неофицально)[3]
- Главный тренер МФК «Динамо» (Москва) (январь-март 2006)

## Достижения
Как игрок
- Чемпион СССР: 1969
- Обладатель Кубка СССР: 1971
- Финалист Кубка РСФСР: 1980

Как тренер
- Чемпион России по мини-футболу (2): 1994/95, 1995/96
- Обладатель Кубка России по мини-футболу: 1995
- Обладатель Кубка Высшей лиги по мини-футболу (2): 1995, 1997
- Победитель Турнира Европейских Чемпионов по мини-футболу: 1995